# Nathan Deal
John Nathan Deal, född 25 augusti 1942 i Millen, Georgia, är en amerikansk politiker. Han var guvernör i Georgia från 2011 till 2019. Han var ledamot av USA:s representanthus mellan 1993 och 2010.
Deal studerade vid Mercer University. Han avlade 1964 kandidatexamen och 1966 juristexamen. Han tjänstgjorde i USA:s armé 1966–1968. Han var åklagare för Hall County 1977–1979 och ledamot av delstatens senat 1981–1993.
Deal inledde sin politiska karriär som demokrat. Han besegrade republikanen Daniel Becker i kongressvalet 1992 med 59 procent av rösterna mot 41 procent för Becker. Deal omvaldes en gång som demokrat med 58 procent av rösterna. Han bytte till republikanska partiet den 10 april 1995. Han omvaldes sedan som republikan sju gånger. I det nya partiet har han fått minst 66 procent av rösterna varje gång han har ställt upp i ett kongressval.